# إبراهيم أحمد منصور
إبراهيم أحمد منصور (1922 - 2019) شاعر ومحامي سوري. ولد في الأرجنتين لأبوين سوريّين. تخرّج في دار المعلمين باللاذقية عام 1943، ثمّ درس الحقوق، ووتخرّج مجازًا فيها 1951. عمل مدرّسًا ثمّ محاميًا في مدينة طرطوس. نشر شعره في المجلات الأدبيّة السوريّة وله ثلاث دواوين الشعرية. توفي في دمشق. 

## سيرته
ولد إبراهيم أحمد منصور بالأرجنتين سنة 1922 لأبوين سوريّين من قرية كرم الزيادية من منطقة جبلة في محافظة اللاذقية. تخرج في دار المعلمين باللاذقية 1943، وفي كلية الحقوق 1951. عمل مدرّسًا حتى 1952 ثم انتسب لنقابة المحامين 1952، ومارس مهنة المحاماة في طرطوس.

نشرت مقالاته وأعماله في بعض المجلات الأدبية مثل الأدیب والثقافة الشهرية. وله ثلاث دواوين شعرية. وكان عضوًا في اتحاد الكتاب العرب. كرّمه مركز أرادوس للتحكيم في مارس 2015،  ثم في يناير 2019. 
توفي في دمشق، 2019.

## شعره
أعتبره أحد النقاد «آخر شعراء موجة الكلاسيكية الجديدة» في سوريا. 

## مؤلفاته
من دواوينه الشعرية:
- أراجيح الضياء
- جراح الضياء
- حصاد العقد الأخير: شعاب الضياء